# Municipalità di Mest'ia
La municipalità di Mest'ia (in georgiano მესტიის მუნიციპალიტეტი?) è una municipalità georgiana della Mingrelia-Alta Svanezia.
Nel censimento del 2002 la popolazione si attestava a 14 248 abitanti. Nel 2014 il numero risultava essere 9 316.
La cittadina di Mest'ia è il centro amministrativo della municipalità, la quale si estende su un'area di 3045 km².

## Popolazione
Dal censimento del 2014 la municipalità risultava costituita al 99,8% da persone di etnia georgiana.

## Monumenti e luoghi d'interesse
- Mest'ia
- Adysh
- Davberi
- Latali
- Matskhvarishi
- Murqmeli
- Tetnuldi
- Ushguli